# Eupterote fraterna
Eupterote fraterna är en fjärilsart som beskrevs av Moore 1884. Eupterote fraterna ingår i släktet Eupterote och familjen Eupterotidae. Inga underarter finns listade i Catalogue of Life.